# Jens Schulze-Wiehenbrauk

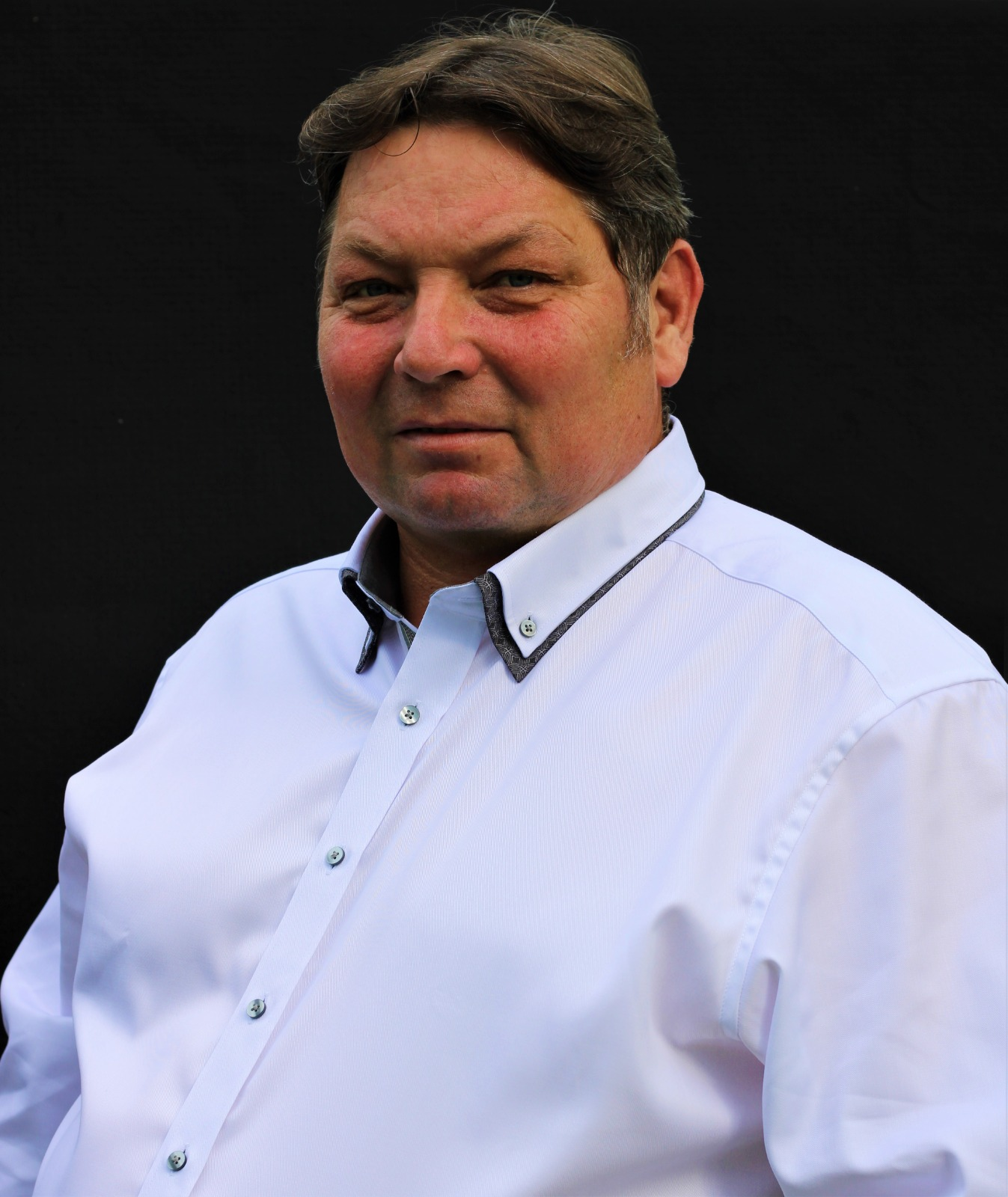
Jens Schulze-Wiehenbrauk

Jens Schulze-Wiehenbrauk (* 10. Juni 1966 in Demmin) ist ein deutscher Politiker (AfD). Er ist seit 2021 Mitglied des Landtages Mecklenburg-Vorpommern.

## Leben
Nach dem Abschluss der Polytechnischen Oberschule wurde Schulze-Wiehenbrauk Agrotechniker und schloss daran ein Studium zum Agraringenieur an. 36 Jahre lang war er danach in der Landwirtschaft tätig, davon 25 Jahre in selbständiger beratender Funktion.
Schulze-Wiehenbrauk ist evangelisch, verheiratet und hat drei Kinder. Er lebt mit seiner Familie in Bentzin, Ortsteil Zemmin.

## Politik
Schulze-Wiehenbrauk ist seit Januar 2020 Mitglied im Landesvorstand der AfD Mecklenburg-Vorpommern.
Schulze-Wiehenbrauk war Direktkandidat im Landtagswahlkreis Vorpommern-Greifswald II bei der Landtagswahl in Mecklenburg-Vorpommern 2021, in dem er als Zweitplatzierter dem SPD-Kandidaten unterlag. Sein Landtagsmandat erlangte er über Platz 7 der Landesliste der AfD.